# FK Tekstilchtchik Kamychine
Maillots
Le Tekstilchtchik Kamychine (en russe : «Текстильщик» Камышин) est un club de football russe basé à Kamychine, dans l'oblast de Volgograd.
Fondé en 1956 à l'usine de textile locale, le club prend alors principalement part aux championnats régionaux. Disparaissant pendant un temps durant les années 1970, l'équipe est par la suite refondée et grimpe progressivement les échelons du football soviétique, prenant part au championnat de la RSFS de Russie en 1987 avant de découvrir le professionnalisme en intégrant la troisième division dès l'année suivante puis de monter au deuxième niveau en 1991.
À la suite de la chute de l'Union soviétique, le Tekstilchtchik est directement intégré au sein de la nouvelle première division russe. Il y évolue pendant cinq saisons, durant lesquelles il termine notamment quatrième du championnat en 1993 et participe à la Coupe UEFA l'année suivante. Affecté par la suite par des problèmes de financement, le club est finalement relégué en 1996 et tombe rapidement jusqu'à la quatrième division en 1999, perdant son statut professionnel dans la foulée.
Après quatre années à l'échelle amateur, le club retrouve le professionnalisme et la troisième division en 2003. Ses performances y sont cependant médiocres et il perd retombe à nouveau au niveau amateur en 2008 avant de retourner dès l'année suivante en championnat régional, où il évolue depuis.
Le club évolue au stade Tekstilchtchik, d'une capacité de 10 000 places, depuis les années 1970. Ses couleurs principales sont le bleu et le blanc.

## Histoire

### Premières années et débuts professionnels (1956-1991)
Le club est fondé en 1956 à l'usine de textile de Kamychine. Il se nomme alors Krasnoïé Znamia avant de prendre le nom Tekstilchtchik en 1958. Il adopte par ailleurs brièvement les noms Start et KBK entre 1960 et 1963. Durant cette période, l'équipe se produit uniquement au niveau local, participant régulièrement au championnat de l'oblast de Volgograd où il nourrit notamment une rivalité avec l'Avangard Kamychine, autre club de la ville,. Laissée par la suite de côté par son usine fondatrice, la section sportive perd en importance au milieu des années 1970 et disparaît même pendant un temps. Le club est reformé en 1979 sous l'égide du nouveau directeur général Boris Andreïev et de l'entraîneur Sergueï Pavlov, et se produit alors uniquement dans le championnat municipal. Il retrouve l'échelle régionale au début des années 1980 et commence à monter en puissance à partir de 1984 avec la formation progressive d'une équipe forte qui parvient à dominer le football local.
Le Tekstilchtchik intègre ainsi le championnat de la RSFS de Russie en 1987 et termine premier du groupe Volga à l'issue de la saison, lui permettant d'intégrer la troisième division soviétique professionnelle dès l'année suivante. Terminant sixième de la zone 9 pour sa première saison, le club termine troisième à l'issue de la saison 1989 puis deuxième l'année suivante, lui permettant de monter en deuxième division pour la saison 1991, à l'issue de laquelle il termine onzième sur vingt-deux.

### Passage dans l'élite et difficultés financières (1992-1998)
La chute de l'Union soviétique voit une réorganisation totale du football dans les pays de l'ancienne Union. C'est dans ce contexte que le Tekstilchtchik est intègre directement la nouvelle première division russe pour sa première édition en 1992. Pour ses débuts dans l'élite, le club se classe dixième sur vingt, se maintenant avec quatre points d'avance sur le premier relégable. La saison suivante est bien plus positive tandis que le Tekstilchgtchik accroche la quatrième place du championnat et se qualifie pour la Coupe UEFA 1994-1995, où il s'impose face aux Hongrois du Békéscsabai 1912 Előre avant de s'incliner au second tour contre le FC Nantes. Les résultats de l'équipe commencent cependant à fléchir par la suite, au fil des départs de nombreux cadres de l'équipe, dont notamment le gardien Andreï Samoroukov, les frères Alekseï et Oleg Morozov, le meneur de jeu Oleg Ielychev ainsi que Viktor Navotchenko, l'amenant à terminer successivement septième en 1994, dixième l'année suivante puis avant-dernier au terme de l'édition 1996 avec près de douze points de retard sur le maintien, signifiant sa relégation en deuxième division.
Renommé Energia dans le cadre d'un partenariat avec UES pour la saison 1997, le club entame la saison avec pour objectif une remontée directe dans l'élite. L'équipe est cependant frappée par d'important problèmes financiers à partir du mois de juillet, tandis que le spnsor principal du club se retire et entraîne la vente de la plupart des joueurs. Les résultats sportifs s'effondrent et le club termine dix-neuvième à l'issue de la saison, enchaînant une deuxième relégation d'affilée, tandis que l'entraîneur Sergueï Pavlov quitte son poste après dix-huit années de service,. En manque de moyens, la direction annonce un partenariat avec le Rotor Volgograd pour devenir son club-école en troisième division, et renomme le club Rotor-Tekstilchtchik. Cela ne suffit cependant pas à couvrir l'ensemble des coûts de fonctionnement, et le club est finalement exclu du football professionnel par la PFL à l'été 1998, faisant ainsi son retour au niveau amateur après dix ans de professionnalisme.

### Retour au niveau amateur (depuis 1999)
De retour dans le football amateur, l'équipe enchaîne dans un premier temps les places de milieu de classement au début des années 2000, terminant douzième en 1999 puis treizième l'année d'après. Après être terminé sixième en 2001, l'administration de la ville de Kamychine décide de ramener le club dans le monde professionnel, recrutant notamment Sergueï Polstianov au poste d'entraîneur tandis que Sergueï Natalouchko sort de sa retraite pour aider le club à remonter en troisième division, inscrivant dix-sept buts en championnat tandis que le Tekstilchtchik parvient à remporter le groupe Tchernozem de la quatrième division. Notamment renforcé par le retour de Valeri Jabko, le club connaît cependant une saison 2003 décevant qui le voit finir quinzième sur vingt. Ne parvenant pas à décoller du bas de classement lors des saisons suivantes, le financement de l'équipe est fortement diminuée à partir de 2005 et les résultats dégringolent rapidement, avec deux dernières places lors des 2005 et 2006 avant de perdre à nouveau son statut professionnel à l'issue de la saison 2007 qui le voit enchaîner une troisième dernière place d'affilée. Retrouvant le quatrième échelon l'année suivante, le club descend à nouveau à la fin de l'année pour retrouver jusqu'à l'échelon régional en 2009, prenant part au championnat de l'oblast de Volgograd pour la première fois depuis 1986, où il évolue depuis.

## Bilan sportif

### Classements en championnat
La frise ci-dessous résume les classements successifs du club en championnat.

### Bilan par saison
| Saison | Championnat   | Championnat | Championnat | Championnat | Championnat | Championnat | Championnat | Championnat | Championnat | Championnat | Coupe d'URSS        |
| Saison | Division      | Pos         | Pts         | J           | V           | N           | D           | BP          | BC          | Diff        | Coupe d'URSS        |
| ------ | ------------- | ----------- | ----------- | ----------- | ----------- | ----------- | ----------- | ----------- | ----------- | ----------- | ------------------- |
| 1988   | 3e Zone 9     | 6e          | 33          | 30          | 13          | 7           | 10          | 49          | 36          | +13         | —                   |
| 1989   | 3e Zone 9     | 3e          | 57          | 42          | 24          | 9           | 9           | 83          | 32          | +51         | —                   |
| 1990   | 3e Centre     | 2e          | 52          | 42          | 22          | 8           | 12          | 73          | 49          | +24         | —                   |
| 1991   | 2e            | 11e         | 43          | 42          | 15          | 13          | 14          | 56          | 52          | +4          | Huitièmes de finale |
| Saison | Championnat   | Championnat | Championnat | Championnat | Championnat | Championnat | Championnat | Championnat | Championnat | Championnat | Coupe de Russie     |
| Saison | Division      | Pos         | Pts         | J           | V           | N           | D           | BP          | BC          | Diff        | Coupe de Russie     |
| 1992   | 1er           | 10e         | 49          | 40          | 20          | 9           | 11          | 43          | 30          | +13         | —                   |
| 1993   | 1er           | 4e          | 39          | 34          | 14          | 11          | 9           | 45          | 34          | +11         | Huitièmes de finale |
| 1994   | 1er           | 7e          | 30          | 30          | 12          | 6           | 12          | 32          | 36          | -4          | Seizièmes de finale |
| 1995   | 1er           | 10e         | 34          | 30          | 9           | 7           | 14          | 37          | 41          | -4          | Huitièmes de finale |
| 1996   | 1er           | 17e         | 24          | 34          | 4           | 12          | 18          | 25          | 48          | -23         | Quarts de finale    |
| 1997   | 2e            | 19e         | 38          | 42          | 10          | 8           | 24          | 46          | 67          | -21         | Seizièmes de finale |
| 1998   | 3e Povoljié   | 20e         | Abandon     | Abandon     | Abandon     | Abandon     | Abandon     | Abandon     | Abandon     | Abandon     | Deuxième tour       |
| 1999   | 4e Sud        | 12e         | 29          | 30          | 8           | 5           | 17          | 40          | 69          | -29         | Troisième tour      |
| 2000   | 4e Tchernozem | 13e         | 13          | 24          | 4           | 1           | 19          | 17          | 44          | -27         | —                   |
| 2001   | 4e Tchernozem | 6e          | 39          | 22          | 12          | 3           | 7           | 46          | 28          | +18         | —                   |
| 2002   | 4e Tchernozem | 1er         | 62          | 26          | 20          | 2           | 4           | 61          | 16          | +45         | —                   |
| 2003   | 3e Sud        | 15e         | 39          | 38          | 11          | 6           | 21          | 44          | 57          | -13         | —                   |
| 2004   | 3e Sud        | 11e         | 40          | 26          | 10          | 10          | 12          | 36          | 50          | -14         | Troisième tour      |
| 2005   | 3e Sud        | 13e         | 11          | 24          | 3           | 2           | 19          | 12          | 60          | -48         | Deuxième tour       |
| 2006   | 3e Sud        | 17e         | 11          | 32          | 2           | 5           | 25          | 24          | 83          | -59         | Deuxième tour       |
| 2007   | 3e Sud        | 15e         | 13          | 28          | 3           | 4           | 21          | 15          | 58          | -43         | Deuxième tour       |
| 2008   | 4e Tchernozem | 13e         | 33          | 34          | 9           | 6           | 19          | 40          | 49          | -9          | Deuxième tour       |
| 2009   | 5e Volgograd  | 8e          | 29          | 24          | 9           | 2           | 13          | 42          | 45          | -3          | —                   |
| 2010   | 5e Volgograd  | 5e          | 32          | 18          | 10          | 2           | 6           | 45          | 24          | +19         | —                   |
| 2011   | 5e Volgograd  | 2e          | 40          | 18          | 12          | 4           | 2           | 53          | 17          | +36         | —                   |
| 2012   | 5e Volgograd  | 2e          | 43          | 18          | 14          | 1           | 3           | 50          | 14          | +36         | —                   |
| 2013   | 5e Volgograd  | 4e          | 52          | 24          | 16          | 4           | 4           | 58          | 29          | +29         | —                   |
| 2014   | 5e Volgograd  | 3e          | 41          | 18          | 13          | 2           | 3           | 59          | 18          | +41         | —                   |
| 2015   | 5e Volgograd  | 6e          | 37          | 22          | 11          | 4           | 7           | 46          | 38          | +8          | —                   |
| 2016   | 5e Volgograd  | 5e          | 35          | 18          | 11          | 2           | 5           | 35          | 19          | +16         | —                   |
| 2017   | 5e Volgograd  | 6e          | 19          | 18          | 5           | 4           | 7           | 27          | 34          | -7          | —                   |
| 2018   | 5e Volgograd  | 5e          | 19          | 12          | 6           | 1           | 5           | 25          | 21          | +4          | —                   |

Légende
- Promotion en division supérieure
- Relégation en division inférieure

### Bilan européen
Le Tekstilchtchik participe à sa seule et unique compétition européenne en 1994, année qui le voit prendre part à la Coupe UEFA. Faisant son entrée au premier tour, il parvient à défaire largement les Hongrois du Békéscsabai Előre sur le score de 6-2 avant de chuter dès le tour suivant face au club français du FC Nantes après deux défaites à l'extérieur puis à domicile (1-4).
Note : dans les résultats ci-dessous, le score du club est toujours donné en premier.
| Saison    | Compétition | Tour          | Club              | Domicile | Extérieur | Total |
| --------- | ----------- | ------------- | ----------------- | -------- | --------- | ----- |
| 1994-1995 | Coupe UEFA  | Premier tour  | Békéscsabai Előre | 6 - 1    | 0 - 1     | 6 - 2 |
| 1994-1995 | Coupe UEFA  | Deuxième tour | FC Nantes         | 1 - 2    | 0 - 2     | 1 - 4 |

Légende
- Victoire ou qualification pour le tour suivant
- Match nul
- Défaite ou élimination de la compétition

## Personnalités

### Entraîneurs
La liste suivante présente les différents entraîneurs du club.
- Sergueï Pavlov (1979-1997)
- Vladimir Boubnov (1998)
- Vladimir Borissov (1999-2001)
- Sergueï Polstianov (2002-2004)
- Aleksandr Troïnine (2004)
- Sergueï Polstianov (2004-2006)
- Viatcheslav Kouznetsov (2007-2008)
- Vladimir Pavlov (2009-)

### Joueurs emblématiques
Les joueurs internationaux suivants ont joué pour le club. Ceux ayant évolué en équipe nationale lors de leur passage au Tekstilchtchik sont marqués en gras.
- Ivan Yaremchuk
- Aleksandr Filimonov
- Vladislav Ternavski
- Vitali Abramov (en)
- Yuri Aksenov
- Aleksandr Bogatyryov
- Dmitri Liapkine
- Konstantin Pavlyuchenko
- Dzintars Sproģis
- Andriy Vasylytchuk
- Andriy Yudin